# Camentoserica
Camentoserica är ett släkte av skalbaggar. Camentoserica ingår i familjen Melolonthidae.
Kladogram enligt Catalogue of Life:
| Camentoserica | \| \| Camentoserica kulzeri \| \| \| \| \| \| Camentoserica livida \| \| \| \| |
|               | \| \| Camentoserica kulzeri \| \| \| \| \| \| Camentoserica livida \| \| \| \| |
|               | Camentoserica kulzeri                                                          |
|               |                                                                                |
|               | Camentoserica livida                                                           |
|               |                                                                                |